# Attila Valter
Attila Valter (født 12. juni 1998 i Csömör) er en cykelrytter fra Ungarn, der er på kontrakt hos Team Visma | Lease a Bike.